# Ermenrich von Ellwangen
Ermenrich (Emrich, Ermanrich, Hermanrich; * um 814; † 874) war von 866 bis 874 der 11. Bischof von Passau.

Ermenrich, Sohn einer schwäbischen Adelsfamilie, war ursprünglich ein Benediktinermönch im Kloster Ellwangen. In Fulda war er Schüler von Rabanus Maurus und Rudolf von Fulda gewesen, auf der Reichenau des Walahfrid Strabo. Er wurde Mitglied der Hofkapelle und stand in enger Verbindung mit dem Erzkaplan Grimald, in dessen Kloster St. Gallen er zeitweise lebte. Er genoss sowohl als Gelehrter als auch als Schriftsteller hohes Ansehen. Neben der Vita des Sualo von Solnhofen schrieb er eine Vita des Ellwanger Klostergründers Hariolf, inwieweit er an der Vita des Hl. Magnus von Füssen mitgeschrieben hat, ist unklar. In einem umfangreichen Brief an Grimald, der für einen weiteren Leserkreis bestimmt war, zeigte er auch griechische Kenntnisse und konzipierte eine geplante, aber nicht erhaltene metrische Vita S. Galli. Die Collectio Pataviensis stammt vermutlich nicht von ihm.
Im Jahr 866 wurde er zum Bischof von Passau eingesetzt. In seiner Amtszeit kam es zu großen Bemühungen, neu christianisierte Gebiete im Osten der Kirchenorganisation des Bistums Passau einzugliedern. 
867 fuhr Ermenrich nach Bulgarien, wo Khan Boris I.  im Jahre 864 das Christentum angenommen hatte. Das Vorhaben misslang, auch auf Grund des Widerstands von Papst Nikolaus I. Ermenrich konnte aber immerhin durch seine dort gewonnenen Erfahrungen über den griechischen Osten auf der Reichssynode zu Worms im Jahr 868 die besondere Aufmerksamkeit der Teilnehmer erregen.
870 beteiligte sich Ermenrich am Vorgehen des bayrischen Episkopats gegen den mährischen Erzbischof Method, das zur Verhaftung Methods führte. Ermenrich wurde daraufhin drei Jahre später von Papst Johannes VIII. suspendiert. Bischof Ermenrich starb im Jahr 874.

## Edition
- Lettre à Grimald / Ermenrich d'Ellwangen. Ermenricus <Elwangensis>. Texte latin édité, traduit, annoté et introduit par Monique Goullet. Paris 2008 (Sources d'histoire médiévale / 37)